# San Pietro (Isola del Gran Sasso d'Italia)
San Pietro è una frazione di Isola del Gran Sasso d'Italia situata a circa 760 m s.l.m. nella vallata sottostante al monte Brancastello.

## Monumenti e luoghi d'interesse
- Chiesa di San Pietro, attestata nel XII secolo e ricostruita nel XVI secolo[2][3]
- Museo Centro per le Acque del Gran Sasso[4]
- Pineta di S. Pietro[5]